# Dia Internacional sem Dieta
O Dia Internacional sem Dieta (DISD) é uma celebração anual voltada para a aceitação e para diversidade de formas do corpo. Também é dedicado à sensibilização às dietas alimentares indiscriminadas e restritivas. Acontece anualmente em 06 de maio, e seu símbolo é uma fita azul pálido, semelhante à fita vermelha do Dia Mundial de Combate à AIDS.

## História DISD
O conceito do DISD nasceu em 1992, quando a feminista inglesa Mary Evans decidiu lutar contra a indústria das dietas e em prol da sensibilização para os perigos da anorexia e de outros transtornos alimentares. Em 6 de maio Mary Evans foi entrevistada em um programa de televisão, divulgando e propagando a causa. Na sequência deste episódio, grupos feministas da Inglaterra passaram a celebrar o DISD. Com o passar dos anos, grupos de outros países aderiram a proposta E.U.A, Canadá, Austrália, Nova Zelândia, Índia, Israel, Dinamarca e Brasil.

## Objetivos
- Questionar o conceito do corpo "perfeito".
- Sensibilizar as discriminações decorrentes ao excesso de peso.
- Declarar um dia livre de dietas e obsessões com o corpo.
- Apresentar fatos sobre a indústria da dieta - destacando a ineficácia das dietas comerciais.
- Explicitar como as dietas perpetuam a violência contra as mulheres.
- Honrar as vítimas de transtornos alimentares.